# Cupola della cattedrale di San Paolo

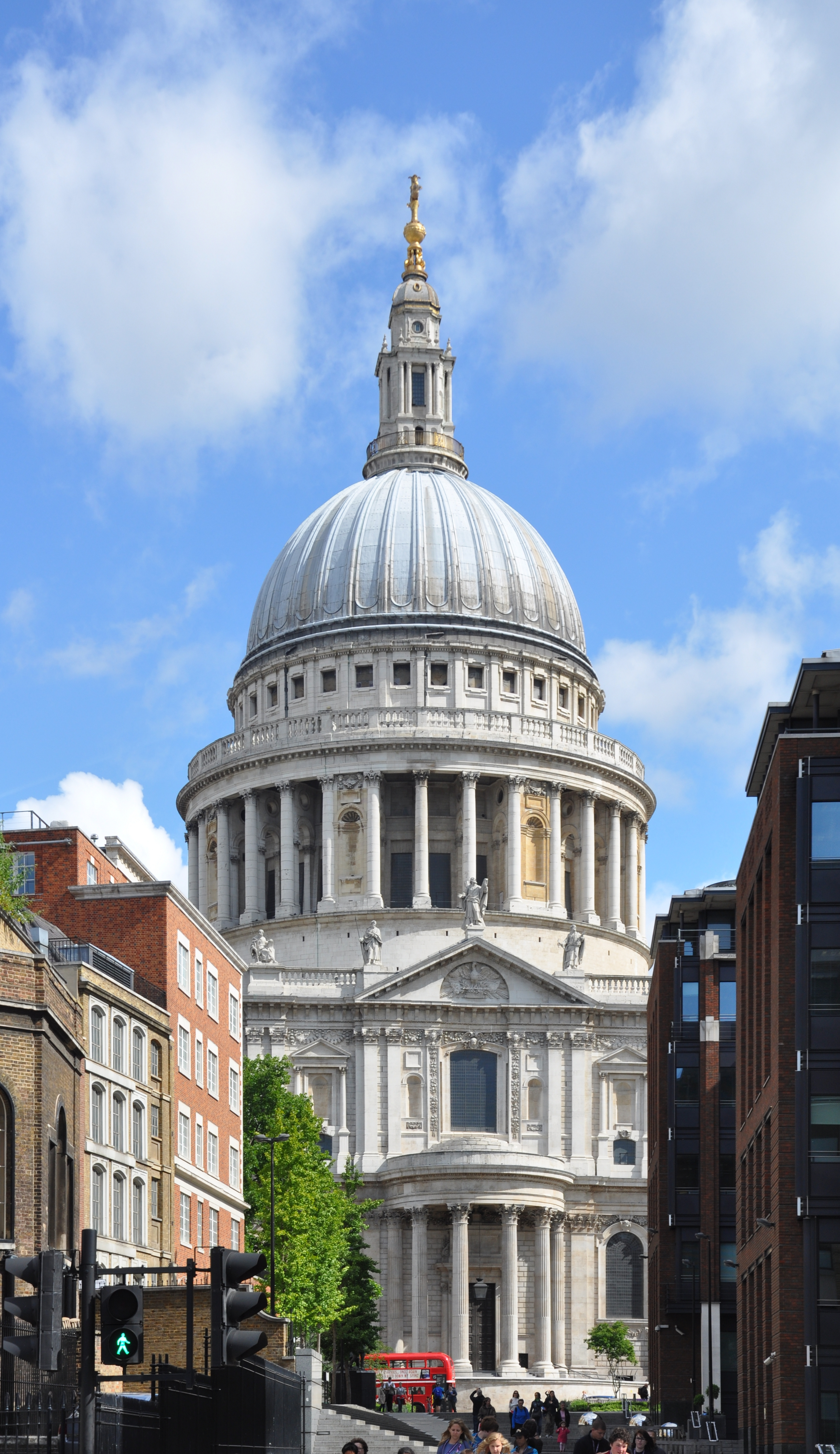
Cupola della cattedrale di San Paolo

La cupola della cattedrale di San Paolo costituisce la copertura della crociera dell'omonima cattedrale di Londra.
Importante opera dell'architettura barocca inglese, con i suoi oltre 110 metri di altezza è ritenuta uno dei simboli più caratteristici dello skyline londinese.

## Storia
Il Grande incendio di Londra, che divampò il 2 settembre 1666, in pochi giorni causò la distruzione di gran parte della città ed ebbe due conseguenze immediate: mise fine alla peste che aveva imperversato a Londra e rese necessaria la riedificazione di case, palazzi e soprattutto delle numerose chiese che avevano costituito il punto di riferimento della vita spirituale e sociale della città.
In un breve arco di tempo Christopher Wren elaborò un piano urbanistico per la nuova Londra; il piano non fu adottato, in quanto non teneva sufficientemente conto delle diverse proprietà del suolo, ma consentì comunque all'architetto di essere il protagonista della ricostruzione. La sua successiva nomina ad "Ispettore generale delle fabbriche reali" lo portò ad occuparsi della ricostruzione di molte chiese cittadine; tra queste, le sue attenzioni si concentrarono in particolar modo sulla cattedrale di San Paolo.
Già alcuni mesi prima dell'incendio, era stato chiesto a Wren un progetto per il rinnovo dell'antica cattedrale medievale. In tale circostanza egli aveva proposto la sostituzione della torre centrale, che si ergeva all'intersezione del corpo longitudinale con il transetto, con una cupola sormontata da una svettante guglia. Wren aveva immaginato una cupola a doppia calotta, una esterna in legno ed una interna in muratura, in qualche modo influenzata dalla cupola della chiesa della Sorbona di Parigi, costruita solo alcuni decenni prima da Jacques Lemercier; un modello che poteva comunque essere ricondotto indietro nel tempo fino alle cupole della basilica di San Marco di Venezia.
L'incendio del 1666 vanificò ogni progetto e rese necessaria la ricostruzione integrale della cattedrale.

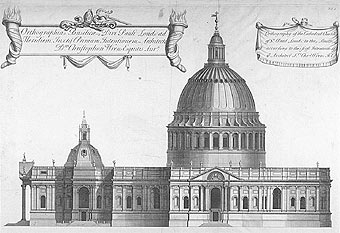
Il progetto del 1673

Sin dai primi disegni, riportati in due piante della città eseguite subito dopo la fine dell'incendio, Wren ipotizzò la realizzazione di una struttura simile al Pantheon di Roma, con un corpo longitudinale unito ad una rotonda sormontata da una cupola. Malgrado gli studiosi abbiano attribuito scarsa importanza a questi primi disegni, essi dimostrano già la decisione di Wren di costruire un edificio coperto da una cupola.
A partire dal 1670 Wren si dedicò intensamente al progetto della nuova cattedrale.
Ricercando una sintesi tra l'austerità calvinista e lo splendore della Roma barocca, l'architetto ideò una struttura centralizzata memore del Michelangelo della basilica di San Pietro in Vaticano. L'opposizione delle autorità costrinse Wren a rafforzare l'asse longitudinale della composizione, nell'intento di ricondurre la pianta a forme più tradizionali. A questo proposito, nel 1673 allestì anche un modello ligneo della cattedrale (il cosiddetto Great Model), con la grande cupola in stretto rapporto con quella di San Pietro a Roma.

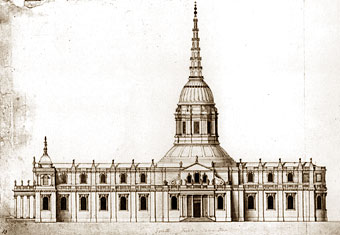
Il progetto approvato da Carlo II

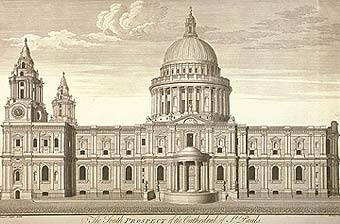
La costruzione effettivamente realizzata

Malgrado i notevoli sforzi, anche questo progetto fu rifiutato e nel 1674 Wren presentò una nuova versione, completamente diversa dalle precedenti proposte: il Warrant Design. Si trattava di un progetto per un edificio a pianta longitudinale, con un'insolita cupola, sormontata da un'altissima guglia, anticipatrice di certe soluzioni formali realizzate da Alessandro Antonelli due secoli più tardi.
Il progetto fu approvato da Carlo II d'Inghilterra nel 1675 ed i lavori furono conclusi nel 1708; il sovrano, consentendo l'inizio delle operazioni di cantiere, riconobbe a Wren il diritto di apportare alcuni cambiamenti in corso d'opera.
Ciò offrì all'architetto il pretesto per inserire molti elementi dei suoi progetti precedenti; anche la cupola fu notevolmente modificata.
Tuttavia l'aspetto definito della cupola fu oggetto di numerosi studi e ripensamenti. Al 1694 risalgono alcuni schizzi preparatori, mentre i disegni eseguiti nel 1703 sotto la sua direzione sono ancora diversi dal progetto finale. Tale incertezza potrebbe essere legata alle notizie relative ai gravi problemi strutturali che si andavano evidenziando sulla cupola di San Pietro.
Del resto, verso la fine del XVII secolo Wren aveva già costruito i massicci pilastri centrali della cattedrale, ma questi, tra il 1691 ed il 1696, avevano mostrato cedimenti e segni di assestamento a causa della loro mole.
Al fine di limitare l'entità delle grandi spinte in gioco, l'architetto mise appunto una cupola tripla straordinariamente leggera: la calotta più esterna fu realizzata in legno e rivestita in lamine di piombo; la calotta intermedia, invisibile agli occhi dell'osservatore, fu pensata come un sottile cono di mattoni, avvolto da una catena, avente il compito di sostenere la struttura esterna e la lanterna; una terza calotta, anch'essa in mattoni, andò a costituire il soffitto emisferico a chiusura dell'ingegnosa composizione.
Per la forte analaogia, in sezione, tra il cono in mattoni e la curva catenaria, alcuni studiosi hanno avanzato l'ipotesi che Wren sia stato consigliato da Robert Hooke, il quale aveva osservato che una catenaria capovolta agiva solo a compressione, con indubbi benefici dal punto di vista statico, in quanto venivano ad annullarsi le forze flettenti distruttrici; le prove a supporto di questa tesi, tuttavia, non sono state ritenute conclusive.
Malgrado questi accorgimenti, l'enorme peso dell'intera struttura determinò un ingente stato di sollecitazione dei pilastri e un cedimento del terreno, con conseguente formazione di un quadro fessurativo e la deformazione degli arconi di sostegno della cupola. Nel tempo la situazione si fece preoccupante e nel dicembre del 1924 si deliberò di chiudere la cattedrale per ragioni di sicurezza. Nei restauri eseguiti tra il 1925 e il 1930 vennero eseguiti lavori di consolidamento.

## Descrizione

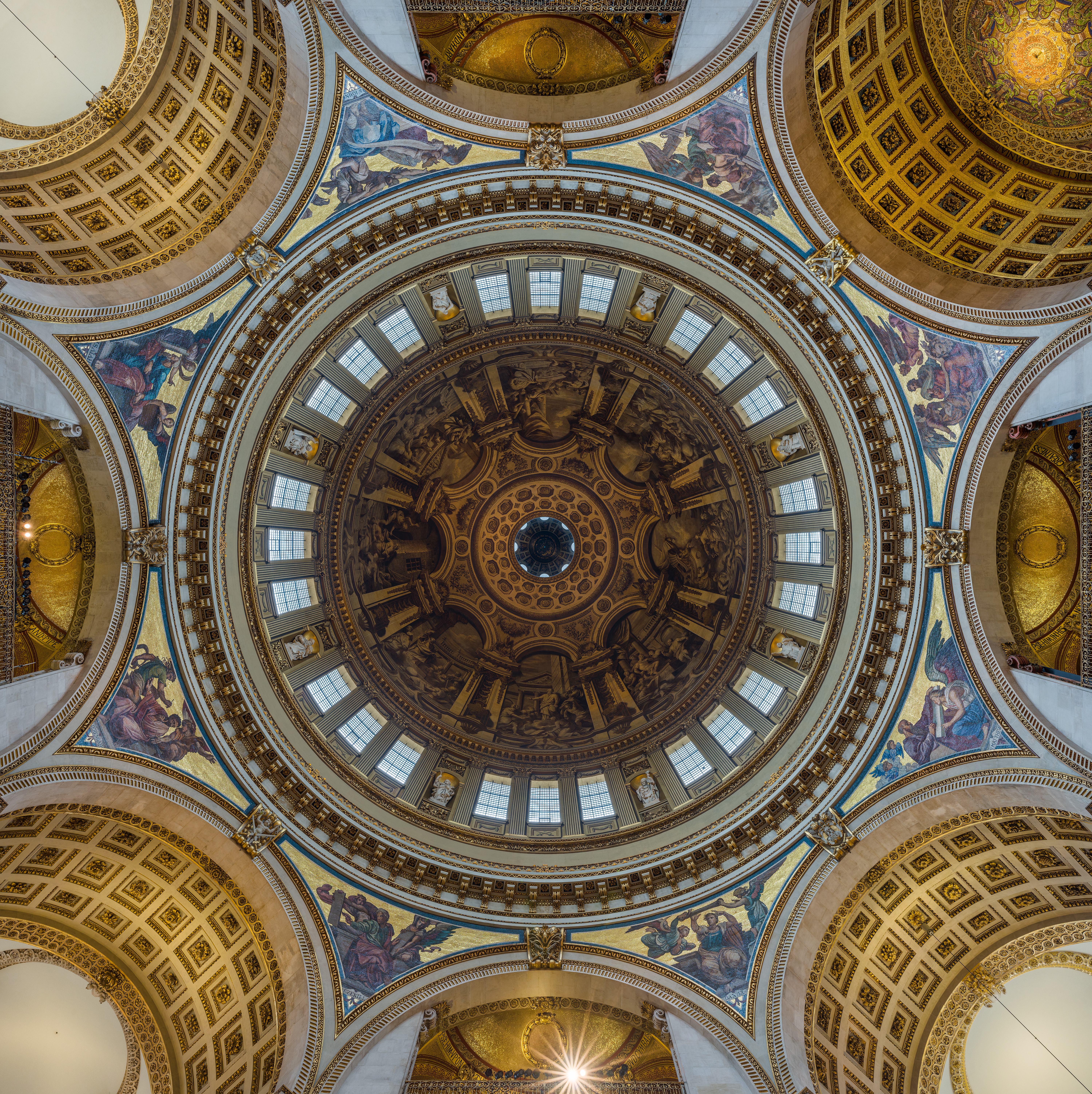
Interno della cupola, con la calotta che funge da soffitto

La cupola di San Paolo si innalza al centro della cattedrale, all'intersezione del corpo longitudinale con il transetto; presenta una pianta circolare, con una larghezza pari a quella della navata maggiore e le minori prese insieme, secondo un motivo che Wren potrebbe aver derivato dalla cattedrale di Ely o dalle incisioni di edifici italiani, come il duomo di Pavia.
Esternamente il suo aspetto sembrerebbe suggerire una derivazione dai modelli rinascimentali; la cupola è infatti caratterizzata da un grande tamburo circondato da una fitta teoria di setti murari terminanti in colonne corinzie, che avvicinano l'opera al Tempietto di San Pietro in Montorio del Bramante. Secondo lo storico Nikolaus Pevsner questa composizione rende la cupola di San Paolo una delle più belle che esistano, con una linea più riposante di quella di Michelangelo; assai diverso il giudizio di Christian Norberg-Schulz, che la definisce invece come un'espressione piuttosto banale degli ideali dell'architettura inglese.
A dispetto dell'esterno, l'interno invece è un artificio puramente barocco, con una struttura portante conica schermata verso l'esterno da una cupoletta in legno rivestita in piombo e sull'interno da una calotta che conclude il grande invaso della crociera.
Per tale impostazione la critica ha suggerito una derivazione dalle cupole di Santa Maria della Salute a Venezia e del Dôme des Invalides di Parigi, evidenziando il fatto che la stessa cupola di Wren costituì, a sua volta, il modello per quella progettata da Jacques-Germain Soufflot per il Pantheon parigino.
Dal punto di vista strutturale è stato osservato che la presenza del cono in mattoni, soggetto principalmente a forze di compressione, rimanda invece al medievale Battistero di San Giovanni di Pisa.

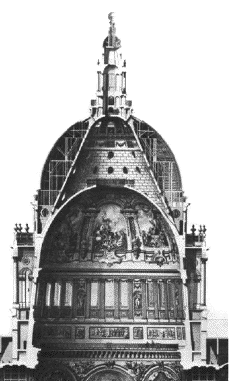
Sezione della cupola realizzata

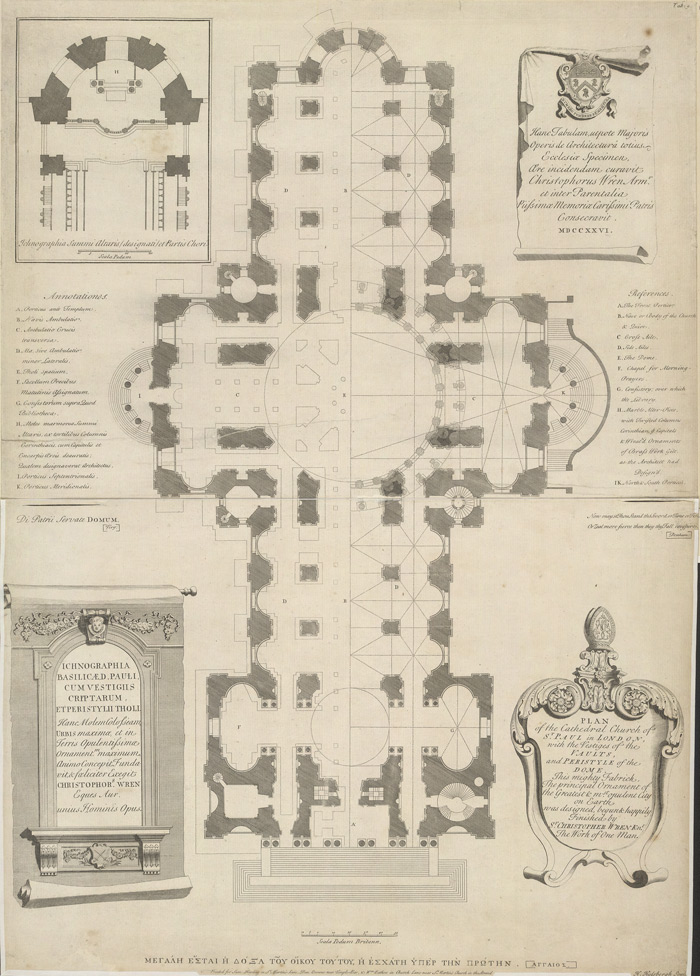
Pianta della cattedrale

L'intera struttura è sostenuta da otto piloni allineati a quelli che formano le navate.
Lungo il tamburo si aprono numerose finestre che illuminano la prima calotta, sotto la quale si sviluppa una balustra perimetrale denominata Whispering Gallery. La cupola interna fu affrescata con scene di vita di san Paolo da sir James Thornhill tra il 1715 e il 1719; tuttavia, le pitture si deteriorarono rapidamente e nel 1853 la superficie fu interamente rinnovata con la riproduzione dei disegni originari.
Alla sommità della cupola sorge la lanterna in pietra; pesante 850 tonnellate, è sormontata da una sfera e una croce, le quali furono poste in opera nel 1821, in sostituzione di quelle realizzate nel 1708.

### Dimensioni
| Peso complessivo della cupola: 65.000 tonnellate circa                                       |
| Diametro interno: 31 m                                                                       |
| Altezza esterna, valutata dal piano stradale alla sommità della croce: 111,50 m              |
| Altezza interna, dal pavimento alla volta che chiude l'invaso: 66,50 m                       |
| Numero gradini alla salita alla Whispering Gallery (30 m di altezza dal pavimento): 259      |
| Numero gradini alla sommità del tamburo (Stone Gallery, 53 m di altezza dal pavimento): 378  |
| Numero gradini alla base della lanterna (Golden Gallery, 85 m di altezza dal pavimento): 528 |